# Вердье, Франсуа
Франсуа́ Александр Вердье́ (фр. François Alexandre Verdier; 1651 года, Париж — 20 июня 1730 год, там же) — французский исторический живопописец, рисовальщик, гравёр и скульптор, живший в Париже. Ученик и помощник Шарля Лебрёна; дважды лауреат Римской премии за рисунки.

## Биография
Родился в Париже в 1651 г. В 1668 году завоевал первую премию парижской Академии живописи и скульптуры за рисунок «Première conquête de la Franche-Comté»; и во второй раз — в 1671 году за рисунок «Le Roi donnant la paix à l’Europe». Как лауреат Римской премии был послан в Рим учиться живописи и проживал на вилле Медичи с 1668 по 1671 гг.
В 1678 году был принят в члены Академии; в 1684 году стал её профессором.
Выставлялся в Парижском салоне в 1704 году.
На склоне лет был вынужден жить продажей рисунков, которые сам и разносил под плащом к известным любителям.

## Творчество

### Рисунки
- Серия его рисунков «Из истории Сципиона Африканского» в собрании Эрмитажа[2].

### Живопись
- «Триумф религии» (Le triomphe de la religion, масло, 53x43 см, Лувр).
- «Низвержение восставших ангелов» (La Chute des anges rebelles, масло, 163x134 см, Лувр).